# 任天堂開発技術部
任天堂開発技術部（にんてんどうかいはつぎじゅつぶ、英: Nintendo Research & Engineering Department、RED）は、任天堂の一部門であり、携帯型ゲーム機およびそれに関連する周辺機器の開発を担当していた。1996年に設立され、2012年に解散した。この部門は任天堂の製造部門の下にあり、岡田智が率いていた。1996年、任天堂開発第一部（R&D1）のゼネラルマネージャーであり、『ゲーム&ウオッチ』や『ゲームボーイ』の生みの親である横井軍平が任天堂を退社したことを受けて設立された。部門のメンバーの多くは、開発第一部のハードウェア技術者が中心となっている。
この部門は、ゲームボーイカラー、ゲームボーイアドバンス、ニンテンドーDS、ニンテンドー3DSといった任天堂のベストセラー携帯型ゲーム機の数々を生み出した。2012年初頭に岡田が退任した後、部門は任天堂統合開発本部に統合され、これにより任天堂の携帯機と据置機の開発チームが事実上一本化された。

## 歴史

### 背景
1996年、任天堂初のバーチャル・リアリティヘッドセットであるバーチャルボーイが商業的に失敗したことを受け、その開発を担当していた任天堂開発第一部（R&D1）ゼネラルマネージャーの横井軍平が任天堂を退社した。これにより、任天堂の伝統的な携帯型ゲーム機およびゲーム開発部門は指導者を失うこととなった。この状況を受けて、当時の社長山内溥はハードウェア開発チームを新たな開発部門「任天堂開発技術部」として分離し、岡田智をゼネラルマネージャーに任命した。一方、ソフトウェア開発チームは引き続き開発第一部に残された。この新部門は、ゲームボーイの後継機開発を含む、その伝統を受け継ぐ役割を担うこととなった。

### 設立とゲームボーイカラー（1996年-2001年）

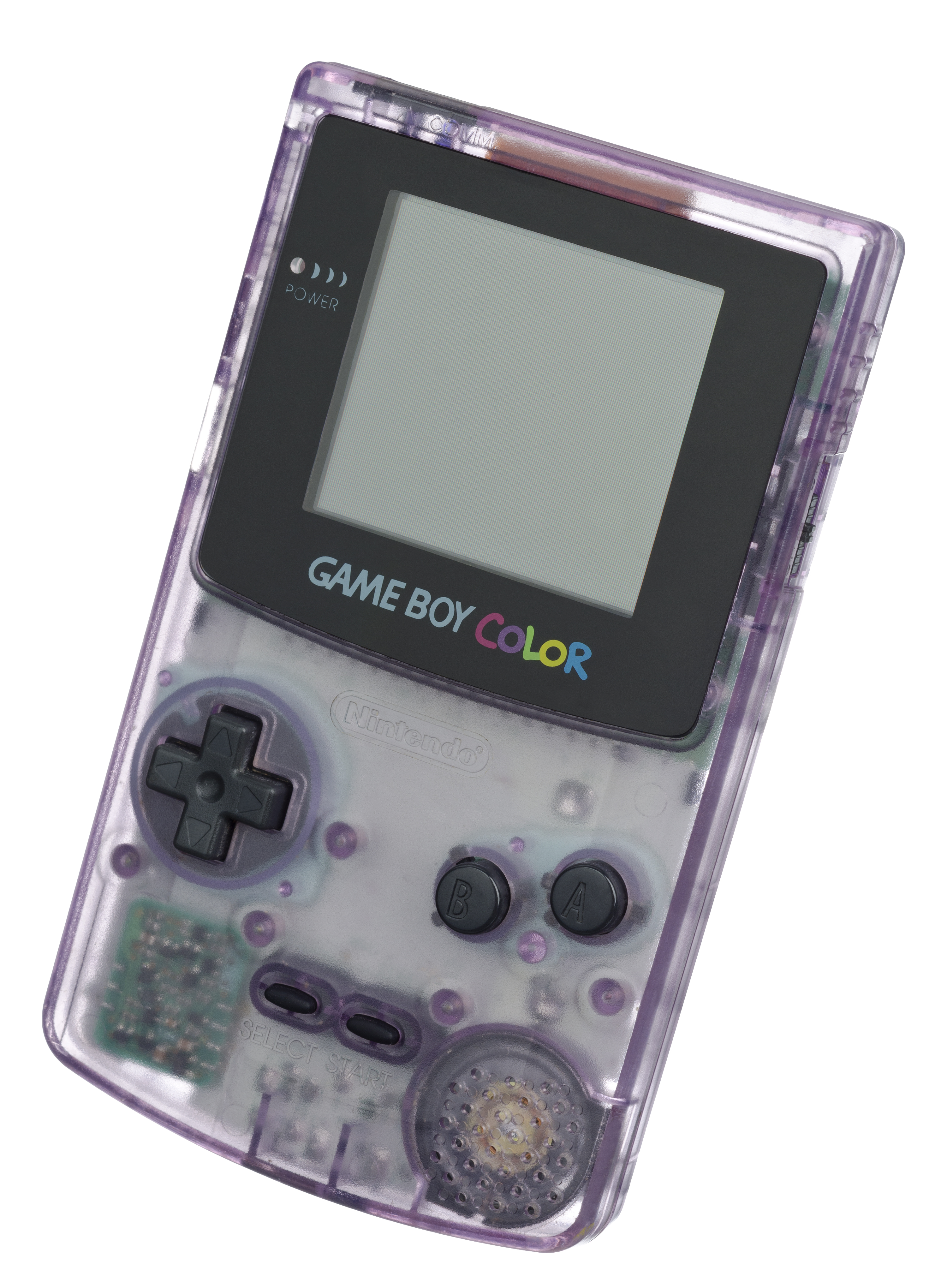
1998年に発売されたゲームボーイカラーはこの部門によって開発された。

ゲームボーイおよびそのバージョンはモノクロ液晶だったが、前身の任天堂開発第一部では1992年の時点で既にカラーディスプレイの実験が行われていた。しかし当時のカラーディスプレイはバックライトが必要で、本体サイズが大きくなり、電池寿命が極端に短く（約1時間）、さらに製造コストも高かったため、プロジェクトは最終的に中止された。しかし、1997年10月、岡田はカラーディスプレイが安価となり、バックライト不要でも使用できることに気づいた。こうして5年間の試作失敗を経て、ゲームボーイカラーが誕生した。既存の試作機を活用したため、開発期間は通常2年から3年かかるところ、約10か月で済んだ。岡田および任天堂は本来なら新規システムを一から設計したかったが、ゲームボーイカラーは既存ライブラリの1600本以上のソフトと互換性を持たせる選択がなされた。
ゲームボーイカラーの発売直後、チームは初めてタッチスクリーンの実験も行った。桑原正人がリーダーとなり、ゲームボーイカラーのディスプレイに装着しタッチ操作を可能にするアタッチメントの開発プロジェクトが進められた。任天堂情報開発本部（EAD）ゼネラルマネージャーでありゲームデザイナーの宮本茂はこの構想を評価したが、バックライト非搭載で画面が暗くなりすぎるなどの理由から、任天堂の社内ではあまり支持されず、最終的に中止となった。

### ゲームボーイアドバンス（1999年-2005年）

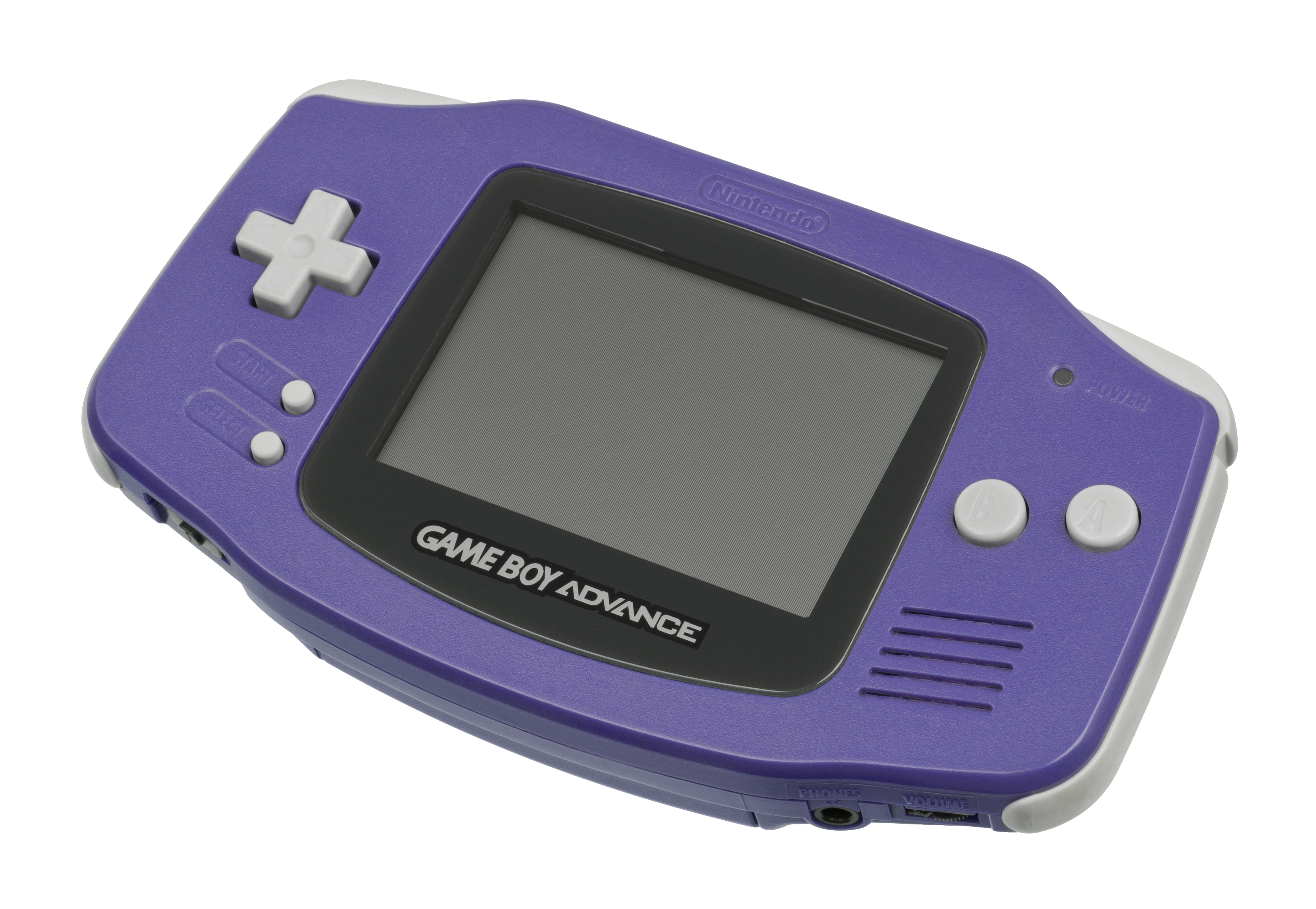
ゲームボーイアドバンス

約2年にわたる開発期間を経て、部門は2001年にゲームボーイカラーの後継機であるゲームボーイアドバンスを発売した。開発チームが新型機の設計で最初に行ったのは、中央処理装置（CPU）およびディスプレイ解像度の決定であり、これは本体サイズにも直結する要素だった。CPUの設計には1年以上を要し、その最大の理由は任天堂や外部開発会社からのリクエストで特定機能を処理装置側で実装する必要があったためである。例として、スーパーファミコンで初めて採用されたL・Rボタンの追加要望があげられる。いずれにせよ、開発期間を通してCPUの大規模な再設計は一度しか行われていない。ディスプレイのアスペクト比については、家庭用ゲーム機からの移植を容易にするため、当時のテレビで一般的だったワイドスクリーンを採用した。外観デザインは従来機から大きく変更され、横長（水平）型の筐体となった。縦型も試作されたが、本体が大きくなりすぎるという理由で却下された。素材面では前機種と大きな違いはないが、電池を本体中央に配置するなど内部設計を最適化したことで、実際にはより軽量でコンパクトになっている。
桑原正人は、ゲームボーイカラー用に開発されたタッチスクリーンアタッチメントをゲームボーイアドバンスSPにも試したが、結果は前回と同じく中止となった。

### ニンテンドーDSシリーズ（2005年-2010年）

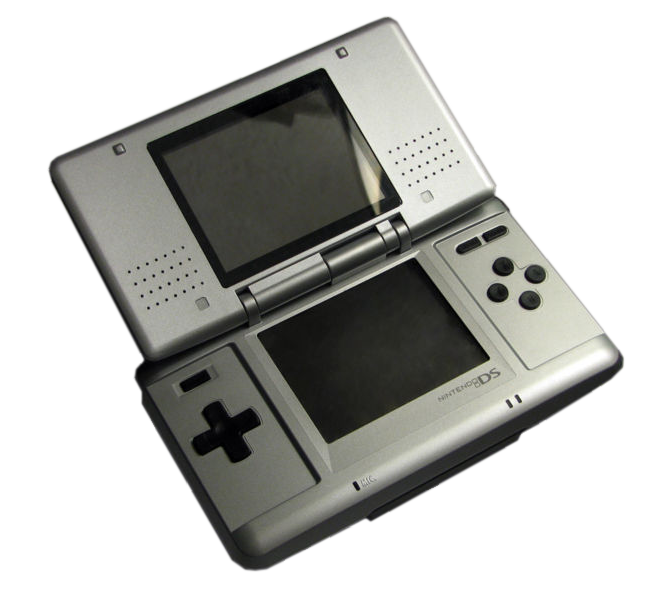
ニンテンドーDS

ゲームボーイアドバンスSPの発売直後、部門はゲームボーイファミリーの新システム「Iris（アイリス）」というコードネームのもとで開発を開始した。プロジェクトは順調に進んでいたが、突如中止となった。当時の社長である岩田聡は、前社長の山内溥から「次の携帯型機にはゲーム&ウオッチのように2画面を採用せよ」という要望を受けた。チームも岩田自身もこの案に反対していたが、岩田は山内の提案を受け入れ、計画を進めるよう指示した。2017年のインタビューで岡田は、「ゲームボーイアドバンスの直接的な後継機を推し進めるのは間違いだったと今では思うし、岩田が山内の意見を尊重したことを良かったと思う」と語っている。
2006年末、部門はDSシリーズの3機種目となる新システムの開発を開始した。このプロジェクトは桑原正人がディレクターを務め、後にニンテンドーDSiとして発売された。当初は「DSのリビジョンにとどめる」という制約の中で、どう革新を加えるか判断に苦しんだが、2007年2月には仕様が確定した。
ニンテンドーDSi LLの開発と並行して、部門はDSシリーズの後継機であるニンテンドー3DSの開発にも取り組んでいた。

### ニンテンドー3DSと任天堂統合開発本部との統合（2010年-2012年）

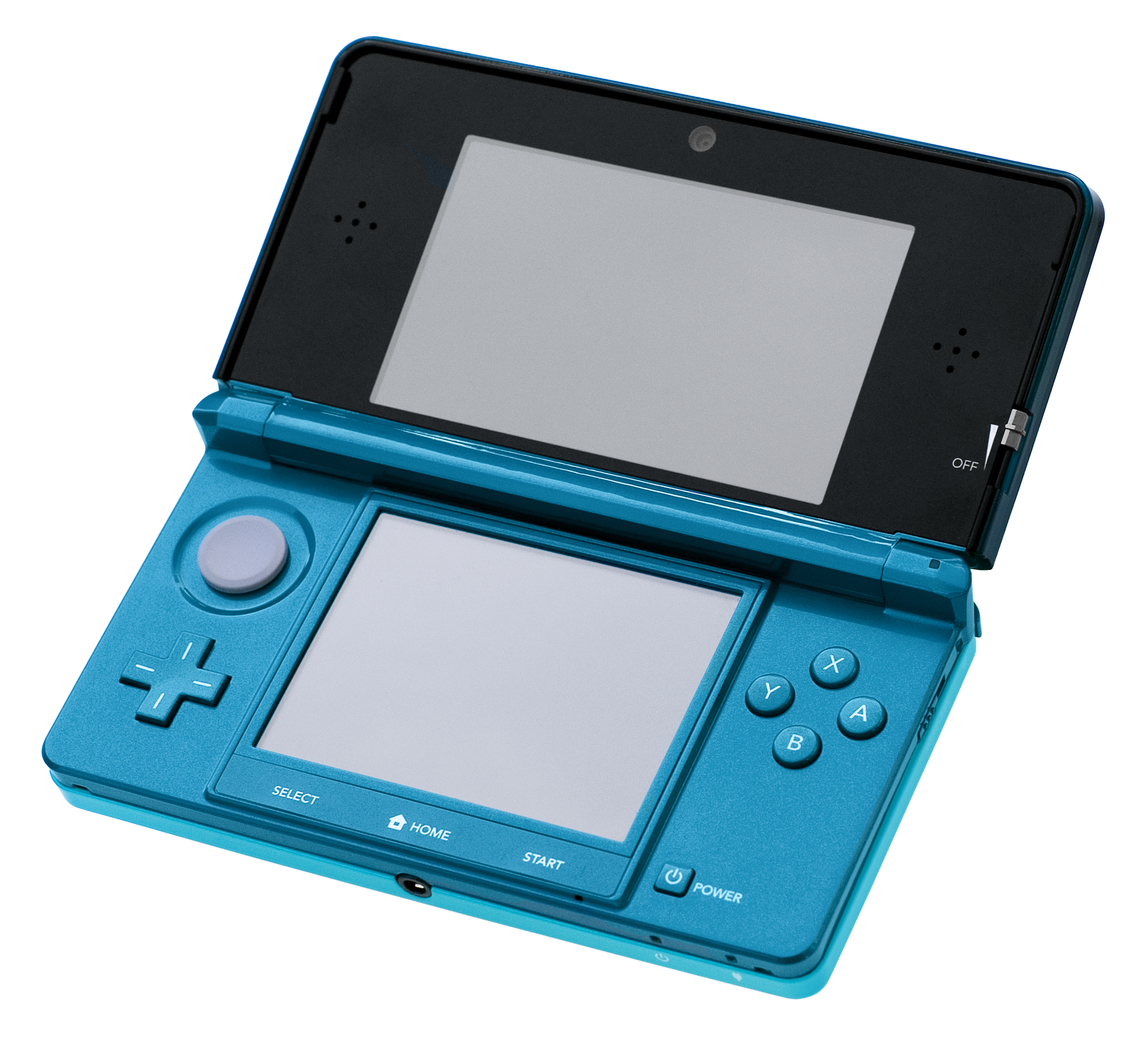
ニンテンドー3DS

2012年1月、部門のゼネラルマネージャーである岡田智が退任した。その直後の2月16日、本部門は任天堂統合開発本部に統合され、これにより任天堂の携帯型ゲーム機と据置型ゲーム機の開発チームが事実上一体化した。当時の社長岩田聡によれば、この統合の目的は、今後の任天堂ハードウェア（たとえばオペレーティングシステムなど）において共通のソフトウェアアーキテクチャを構築し、さまざまな機種向けのゲームやアプリの開発を容易にすることで、ソフトウェア不足（ソフトウェアの干ばつ）を解消することにあったという。

## 開発したハードウェア
| 年   | 名称                                          | プラットフォーム                       | 出典  |
| ---- | --------------------------------------------- | -------------------------------------- | ----- |
| 1998 | ゲームボーイライト                            | ハードウェア                           |       |
| 1998 | ゲームボーイカメラ&プリンター                 | ゲームボーイ                           |       |
| 1998 | ゲームボーイカラー                            | ハードウェア                           | [ 5 ] |
| 2001 | ゲームボーイアドバンス                        | ハードウェア                           |       |
| 2002 | カードeリーダー                               | ゲームボーイアドバンス                 |       |
| 2003 | ゲームボーイアドバンスSP                      | ハードウェア                           |       |
| 2004 | ニンテンドーDS                                | ハードウェア                           |       |
| 2005 | プレイやん                                    | ゲームボーイアドバンス, ニンテンドーDS |       |
| 2005 | ゲームボーイミクロ                            | ハードウェア                           |       |
| 2006 | ニンテンドーDS Lite                           | ハードウェア                           |       |
| 2008 | ニンテンドーDSi                               | ハードウェア                           |       |
| 2009 | ニンテンドーDSi LL                            | ハードウェア                           |       |
| 2011 | バトル&ゲット! ポケモンタイピングDSキーボード | ニンテンドーDS                         |       |
| 2011 | ニンテンドー3DS                               | ハードウェア                           |       |
| 2011 | 拡張スライドパッド                            | ニンテンドー3DS                        |       |
| 2012 | サークルパッドLL                              | ニンテンドー3DS                        |       |